# 웨일스 공 미들햄의 에드워드
미들햄의 에드워드(Edward of Middleham) 또는 에드워드 플랜태저넷(Edward Plantagenet, 1473년경 ~ 1484년 4월 9일)은 잉글랜드의 왕족으로, 리처드 3세의 왕세자 웨일스 공이었다. 리처드 3세와 앤 네빌 사이에서 태어난 외아들이었으나 그는 부왕보다 앞서 사망하였다.

## 같이 보기
- 에드워드 5세
- 리처드 3세
- 앤 네빌